# Туда (фильм)
«Туда» — российское комедийное роуд-муви режиссёра Ивана Петухова с Петром Фёдоровым и Ириной Старшенбаум в главных ролях. Также в картине сыграли Алексей Серебряков, Евгения Добровольская и Ингрид Олеринская. 
Фильм вышел в российский прокат 15 мая 2025 года.

## Сюжет
В начале фильма Вадим (Пётр Фёдоров) живёт «по навигатору», а для Веры (Ирина Старшенбаум) жизнь — это одно большое приключение. 
Но им предстоит проехать 1400 километров на обычном городском такси, посетить пять живописных городов, получить эмоции на пути друг к другу.

## В ролях
- Пётр Фёдоров — Вадим
- Ирина Старшенбаум — Вера
- Алексей Серебряков — отец Вадима
- Евгения Добровольская — мать Вадима
- Владислав Тирон
- Степан Девонин — Егор
- Ингрид Олеринская — Нина
- Антон Филипенко — Миша
- Варя Вершинина
- Валентина Рославцева — бабушка у Нижнего Новгорода
- Наталья Пярн —  бабушка у Нижнего Новгорода

## Производство и маркетинг
О старте съёмок было объявлено в начале сентября. Они стартовали в конце лета 2024 года и в течение двух месяцев проходили в Москве, Владимире, Нижнем Новгороде, Казани и Уфе.

Ваня — мой любимый автор, я его обожаю как режиссёра, он придумал очень много интересных, тонких вещей для нашего фильма. Я в восторге от работы с Петей Федоровым, мы уже много лет знакомы и наконец-то встретились вместе в кадре. Обстановка у нас получается максимально тёплая, творческая, я очень рада.
— рассказывала во время съёмочного процесса Ирина Старшенбаум

Официальный постер фильма появился в сети в середине декабря 2024 года, тизер-трейлер — в конце февраля 2025 года.

## Саундтрек
По словам режиссера и сценариста Ивана Петухова, именно саундтрек стал ключом к раскрытию героев и ритма повествования:

«В итоге в саундтреке у "Туда" — не обычное для мейнстрима попурри "по волнам моей памяти", а современное и свежее инди, трепетное и воздушное, ироничное, непредсказуемое, вдохновляющее и, главное, созвучное главной героине».

Для фильма были отобраны композиции от Terelya, Badda Boo, Внимание брусника!, Nemiga, а также ANIKV, Республика Полина, О!Нет и Pelevina. Финальным аккордом стала песня «Туда» группы Михей и Джуманджи feat. Инна Стилл, идеально отразившая интонацию и посыл картины.

## Критика
Кинообозревательница газеты «Коммерсантъ» Юлия Шагельман выразила мнение, что режиссёр фильма Иван Петухов «снабжает» каждого из главных героев (в исполнении Петра Фёдорова и Ирины Старшенбаум) ходульной травмой. Она отметила, что если о причине Вадимовой угрюмости становится известно в середине фильма, то травму Веры создатели картины придерживают до самого финала.
Игорь Карев («Аргументы и факты») писал, что фильм Ивана Петухова «Туда», ранее прославившегося хоррором «Сёстры», кажется настоящей сказкой, рассказывающей о летнем путешествии восторженно-взбаламошной девушки Веры и сурового водителя Вадима.